# Pied-à-terre
Pied-à-terre (фр., французское произношение: [pjetaˈtɛʁ], букв. — «нога на земле») — представляет собой небольшую жилую единицу, например квартиру или кондоминиум, обычно расположенную в большом городе на некотором расстоянии от основного места жительства человека.

## Определение
Термин подразумевает использование имущества в качестве временного второго места жительства, но не дома для отдыха, как на часть года, так и на часть рабочей недели, обычно достаточно богатым человеком. Если основное место жительства владельца находится поблизости, термин также подразумевает, что место жительства позволяет владельцу использовать своё основное место жительства в качестве дома для отдыха.
Французский энциклопедический онлайн-словарь Малый Ларусс представляет pied-à-terre как «жильё, в котором человек проживает только наездами». Французский Национальный центр текстовых и лексических ресурсов даёт схожее значение этому термину, определяя его как «жилище, в котором обитают лишь изредка».

## Описание
Pied-à-terre строятся для людей, которым есть смысл использовать подобное жилье в данной местности и которые могут позволить себе их содержать. Они также являются альтернативой проживанию в отеле со своими преимуществами (конфиденциальность) и недостатками (эксплуатационные расходы). Pied-à-terre не является загородным домом, это скорее место для ночлега или жильё на время краткосрочной сезонной работы на участке, и его функция заключается в сокращении поездок между работой и текущим домом. Это может также пересекаться с недвижимостью в форме инвестиций.
На парижском рынке недвижимости мини-квартиры размером в несколько квадратных метров, иногда менее 8 м2, продаются или сдаются в аренду людям, которые живут в провинции и работают или учатся в Париже в течение недели.
В Амстердаме дом должен быть выше определённой арендной стоимости, или он должен быть классифицирован как pied-à-terre. Если владелец такого дома разрешает своему ребёнку жить в нём, то ребёнок должен зарегистрироваться в муниципалитете.
Политики также нередко используют небольшие съёмные комнаты. Многие голландские политики временно живут в pied-à-terre в Гааге, хотя остаются зарегистрированными в своём муниципалитете на родине. Pied-à-terre также используется в мире СМИ и развлечений, например, репортёрами, которые живут в Амстердаме, но по нескольку дней находятся в других местах.

## История
В течение 2010-х годов в Париже и Нью-Йорке были проведены дискуссии о pied-à-terre, которые, как утверждается, привели к сокращению общего предложения жилья. Налог на такие объекты обсуждается с 2014 года. Законопроект 2019 года в Ассамблее штата Нью-Йорк, согласно которому будет взиматься постоянный налог на роскошные помещения, был отклонён после сильного давления со стороны разработчиков недвижимости и их лоббистов.
В 2014 году The New York Times сообщила, что 57 % жилищ на одном участке из трёх кварталов в центре Манхэттена пустовали более шести месяцев в году. Многие из зданий располагались у Центрального парка и стали известны как Billionaires’ Row. Сенатор штата Нью-Йорк Лиз Крюгер, чей район включает в себя Мидтаун, заявила: «В моём округе одни из самых высоких в мире цен на землю — я заострила внимание на проблеме иностранных покупателей. Я встретилась с девелопером, который строит одно из этих зданий миллиардеров на 57-й улице, и он сказал мне: «Не волнуйтесь, Вам больше не понадобятся дополнительные услуги, потому что покупатели не будут отправлять своих детей в школу здесь, и здесь не будет уличного движения». В некоторых кооперативных зданиях в Нью-Йорке также действуют ограничения на приобретение квартиры в качестве pied-à-terre.
По состоянию на 2010 год, французские города с населением более 200 000 человек имели минимальную годовую аренду квартир, чтобы расправиться с квартирами, предлагаемыми в качестве краткосрочной аренды. Хотя в Нидерландах в целом, как сообщается, нет традиции pied-à-terre, они стали объектом регулирования в Амстердаме.